# El Hoyo de Pinares
El Hoyo de Pinares è un comune spagnolo di 2 345 abitanti situato nella comunità autonoma di Castiglia e León.